# Michel Bastarache
Pour les articles homonymes, voir Bastarache.
Michel Bastarache, né le 10 juin 1947 à Québec, est un juge canadien. Il a siégé à la Cour suprême du Canada de 1997 à 2008. Auparavant, il était juge à la Cour d'appel du Nouveau-Brunswick.

## Biographie

### Enfance et jeunesse
Michel Bastarache naît dans la ville de Québec, au Canada, le 10 juin 1947. Son père, Alfred Bastarache (11 janvier 1921), est un médecin de campagne originaire de Bouctouche, au Nouveau-Brunswick. Quant à sa  mère - Madeleine Claveau (27 février 1918) -, elle est une garde-malade québécoise à Chicoutimi. Michel Bastarache est l'ainé d'une fratrie de quatre enfants soit trois garçons et une fille prénommés dans l'ordre : Michel, Marc, Monique et Jean.

### Études
Michel Bastarache obtient un baccalauréat en arts en économie et sociologie de l'Université de Moncton en 1967. Cette même année, il rencontre Yolande Martin et les deux se marient au mois d'août 1968.
À la suite d'une discussion avec son père, il décide de poursuivre des études en droit à l'Université de Montréal dont il obtient un diplôme en 1970. Quelque mois après l'obtention de son diplôme, le juge à la cour provinciale du Nouveau-Brunswick, Joseph Zénon Daigle, l'approche pour travailler sur la consolidation et la traduction des lois de la province. Avec Michel Darras, un collègue dans son groupe de travail, il crée la Corporation des traducteurs, traductrices, terminologues et interprètes du Nouveau-Brunswick (CTINB) à Fredericton. Il démissionne en juillet de l'année suivante face au refus de Rodman Logan, unilingue anglophone, Ministre du Secrétariat de la province et Ministre du travail, d'être rémunéré au même titre que les juristes diplômés de l'Université du Nouveau-Brunswick.
Il entreprend ensuite des études supérieures de droit public à l'Université de Nice en droit international et en droit constitutionnel.
En 1978, il obtient un baccalauréat en droit (common law) de l'Université d'Ottawa.

### Carrière
Au cours de sa carrière, Michel Bastarache a milité pour les droits des minorités linguistiques.
Il contribue à mettre sur pied la Fédération des communautés francophones et acadienne (FCFA) en 1979. Par la suite, Michel Bastarache dirige en 1982 la Commission Poirier-Bastarache qui mène à la reconnaissance de l'égalité des deux langues officielles au Nouveau-Brunswick.
Michel Bastarache copréside le comité du Oui au Nouveau-Brunswick lors du référendum sur l'Accord de Charlottetown en 1992. Il est aussi conseiller électoral du Parti libéral du Canada lors de l'élection de 1993.
En raison de ses activités politiques, la nomination de Michel Bastarache à la Cour suprême du Canada, en 1997, suscite la controverse. Le Parti réformiste du Canada lui reproche alors ses liens avec Jean Chrétien et le Parti libéral du Canada. Le Bloc québécois quant à lui s'inquiète de ses convictions fédéralistes affichées puisque cette nomination survient alors que la Cour suprême du Canada se prépare à entendre le renvoi relatif à la sécession du Québec.
Le 14 avril 2010, il est nommé par le gouvernement Charest à la tête d'une commission d’enquête sur le processus de nomination des juges au Québec. Cette commission est créée à la suite des affirmations de l'ancien ministre de la Justice Marc Bellemare sur l'existence de trafic d'influence dans le processus de nomination.
Le diocèse catholique de Bathurst, au Nouveau-Brunswick, retient ses services en 2010 afin d'entreprendre des négociations qui pourraient mener à une compensation des victimes d'agressions sexuelles commises par des prêtres. Le rôle de Michel Bastarache est d'identifier les victimes, puis de les rencontrer individuellement afin d'évaluer la gravité des geste commis et le montant de la compensation à leur verser,.
En 2010, il est nommé juge au Tribunal indépendant intérimaire de règlement des différends constitutionnels du Kenya.
Depuis 2018, il est avocat-conseil au sein du cabinet de litige bilingue Caza Saikaley srl/LLP à Ottawa.
En décembre 2019, il publie sa biographie, Ce que je voudrais dire à mes enfants, aux Presses de l'Université d'Ottawa.
Il est nommé Compagnon de l’Ordre du Canada en 2009 pour sa contribution et son engagement envers les communautés francophones et acadiennes du Canada.

### Distinctions
- 1981: Ordre des francophones d'Amérique, gouvernement du Québec
- 1993: Juriste de l'année, Associations des juristes francophones du Nouveau-Brunswick
- 1993: Médaillé du 125e anniversaire du Canada
- 1995: Prix Boréal, Fédération des communautés francophones et acadiennes du Canada
- 1998: Prix Kavanagh, Université d'Ottawa
- 1999: Décoré de la Médaille de Commandeur de l'ordre de la Pléiade
- 1999: Goodman Fellow, Université de Toronto
- 2001: Fellow, American College Of Trial Lawyers
- 2003: Décoré de la médaille du 125ème anniversaire de la Faculté de droit de l'Université de Montréal
- 2003: Officier de la Légion d'honneur (France)
- 2003: Membre honorifique de la common law de l'Université d'Ottawa
- 1998-2008: Détenteur de 8 doctorats honoris causa des universités suivantes : Université de Montréal, Université du Nouveau-Brunswick, Université Sainte-Anne (Nouvelle-Écosse),Université du Manitoba, Université Mount Allison (Nouveau-Brunswick), Université de Moncton (Nouveau-Brunswick), Université Dalhousie (Nouvelle-Écosse) et Université d'Ottawa (Ontario)